# Бон
Бон град је у немачкој савезној држави Северна Рајна-Вестфалија. Налази се на Рајни. Има више од 300.000 становника. Налази се на 15 километара од Келна.
Град има историју дугу 2.000 година и спада међу најстарије немачке градове. Био је главни град Западне Немачке од 1949. до 1990. У периоду 1288—1803 био је резиденција надбискупа и кнеза-изборника Келна. Овде је 1770. рођен Лудвиг ван Бетовен.

## Географија
Град се налази на надморској висини од 60 m. Површина општине износи 141,2 km².

## Историја
Историја града почиње од римских времена. Око године 10. п. н. е., Римљани су саградили мост преко Рајне близу места „Бона“ (лат. Bonna). После римског пораза у бици у Теутобуршкој шуми ово је постала тврђава за 7000 легионара.
По одласку Римљана, тврђава је постала град. Негде између 11. и 13. века, изграђена је романичка катедрала Минстер, а 1597. Бон је постао једна од резиденција принчева Келна. Кнез-изборник Клеменс Аугуст (18. век) наредио је изградњу низа барокних грађевина које и данас дају карактер граду. Још један значајан владар био је Макс Франц (владао крајем 18. века), који је основао Универзитет и бању Бад Годесберг. Био је покровитељ младог Лудвиг ван Бетовена, који је рођен у Бону 1770. Електор је финансирао први Бетовенов пут у Беч.
Године 1794, град су заузеле француске трупе. Постао је део Наполеоновог царства. 1815. Бон је заузела Пруска и остао је пруски град све до 1945. Град у то доба није имао већи значај.
После Другог светског рата Бон је припао британској окупационој зони, и 1949. постао привремена престоница Западне Немачке. Бон је изабран првенствено због залагања Конрада Аденауера, бившег градоначелника Келна и Канцелара Немачке после Другог светског рата, који је пореклом из околине Бона. Бон је изабран упркос чињеници да је Франкфурт био економичније решење.
Уједињењем Источне и Западне Немачке 1990, Берлин је поново постао главни град Немачке. Одлучено је да се државне институције из Бона преселе у Берлин, али су нека министарства остала у Бону. Бон је тако остао друга, незванична престоница Немачке, уз епитет „Федерални град“. Неке од зграда бивших државних институција уступљене су организацији Уједињених нација.
Универзитет у Бону, са око 30.000 студената, је један од највећих у Немачкој.

### Саобраћај
Келн / Бон Аеродром, такође познат као Аеродром Конрад Аденауер, међународни је цивилни аеродром који се налази у приградском делу Келна. Аеродром се налази 16 километара североисточно од Бона и шести је по промету путника међу немачким аеродромима.

## Знаменитости
Родна кућа Лудвига ван Бетовена се налази у улици Бонгасе. Поред градске пијаце смештена је стара градска већница саграђена 1737. године у рококо стилу за време владавине Клемента Августа Баварског. Користила се за прихват важнијих гостију који су посећивали град и као седиште градоначелника. У непосредној близини већнице налази се дворац кнеза-изборника, а данас је главна зграда Универзитета у Бону.
Попелсдорфер алеја је алеја која је окружена стаблима питомог кестена, а њом је пролазио први градски трамвај ког су вукли коњи. Заједно са дворцем кнеза-изборника постоји и дворац Попелсдорф, палата која је изграђена као одмаралиште кнезова-изборника у првој половини 18. века. Ову алеју пресеца железничка пруга и главна железничка станица Бон, саграђена 1883/1884. године.
Три највише зграде у граду су радијски торањ WDR-а (Западнонемачки радио), висок 180 m у четврти Бон-Венисберг, затим седиште Немачке поште, високо 162,5 m и бивша зграда посланика немачког парламента звана Лангер Еуген, висока 114,7 m, данас нова локација Кампуса УН-а.
Поред Реинауенпарка, Ботанске Баште код двора Попелсдорф, палате Шаумбург и Гартен дер Вила, постоји преко 25 отворених и полуотворених великих башта у Бону. Уз то постоји још безброј приватних башта. Бон је с'тим један од најзеленијих градова Немачке.

## Галерија
- Бон из ваздуха
- Градска већница
- Катедрала Минстер у Бону
- Градске четврти Бона